# Ardière
L'Ardière ou Ardières est une rivière française coulant dans le département du Rhône, en région Auvergne-Rhône-Alpes, et un des affluents de la Saône qui est issu des monts du Beaujolais, donc un sous-affluent du fleuve le Rhône.

## Géographie
La longueur de son cours d'eau est de 29,9 km.
L'Ardière prend sa source au sud-est du mont Monet (1 000 m) et juste en dessous du mont Saint-Rigaud (1 009 m), à l'altitude 870 mètres, sur la commune Les Ardillats, et conflue avec la Saône, sur la commune de Taponas, à moins d'un kilomètre du chef-lieu de canton Belleville, à l'altitude 170 mètres et juste après être passé sous l'autoroute du Soleil : l'autoroute française A6. L'Ardière se jette dans la Saône juste avant l'île du Motio. Sa vallée a servi pour le passage de la route départementale D 37.

### Communes et cantons traversés
Dans le seul département du Rhône, l'Arrière les dix communes suivantes, de l'amont vers l'aval, Les Ardillats, Saint-Didier-sur-Beaujeu, Beaujeu, Lantignié, Quincié-en-Beaujolais, Régnié-Durette, Cercié, Saint-Lager, Saint-Jean-d'Ardières devenue Belleville-en-Beaujolais en 2019, Taponas.
Soit en termes de canton, l'Ardière prend sa source et conflue sur le canton de Belleville-en-Beaujolais, dans l'arrondissement de Villefranche-sur-Saône, dans l'intercommunalité communauté de communes Saône Beaujolais.

### Toponymes avec hydronyme
- L'Ardière a donné son hydronyme comme composant à la commune qu'elle traverse : l’ancienne commune de Saint-Jean-d'Ardières.
- La commune source Les Ardillats a la même racine origine que l'Ardière.

### Bassin versant
L'Ardière traverse une seule zone hydrographique « L'Ardière » (U450) de 153 km2 de superficie. Ce bassin versant est composé à 58,23 % de « territoires agricoles », à 37,70 % de « forêts et milieux semi-naturels », à 3,65 % de « territoires artificialisés », à 0,02 % de « surfaces en eau ». Les cours d'eau voisins sont le Rhône au nord-est, à l'est, au sud-est.

## Affluents
L'Ardière a onze tronçons affluents contributeurs et deux bras référencés dont :
- -----   le ruisseau des Gots, 1,7 km (rd[note 2])
- le ruisseau de Rochefort, 2,7 km (rg), avec un affluent :
  - la Poye, 2 km, sur la seule commune des Ardillats.
- -----   le ruisseau de Vernay, 3,8 km (rd)
- le ruisseau de Pluvier, 2,9 km (rg)
- -----   le ruisseau de Saint-Didier, 5,2 km (rd), avec un affluent :
  - le ruisseau de Tolot, 2,8 km sur la seule commune de Saint-Didier-sur-Beaujeu avec un affluent :
    - Le ruisseau de Montclair, 1,8 km sur la seule commune de Saint-Didier-sur-Beaujeu
- le ruisseau de la Combe, 1,6 km (rg)
- le ruisseau de Font-bidon, 3,1 km (rg)
- -----   le ruisseau les Andilleys, 4,5 km (rd)
- -----   le ruisseau des Samsons, 8,6 km (rd) avec trois affluents :
  - le ruisseau de Marchampt, 3,7 km sur la seule commune de Marchampt.
  - le ruisseau de Sagni, 3,4 km sur les deux communes de Quincié-en-Beaujolais et Marchampt.
  - le Thielas, 3,3 km sur la seule commune de Quincié-en-Beaujolais.
- le ruisseau l'Ardevel, 7,6 km (rg), avec un affluent :
  - le ruisseau de Vernus, 2,8 km sur les deux communes de Régnié-Durette et Lantignie, avec un affluent :
    - le ruisseau des Clots, 1,6 km sur la seule commune de Régnié-Durette.
- le ruisseau la Morcille, 9,7 km (rg).

### Rang de Strahler
Le rang de Strahler de l'Ardière est donc de quatre.

## Hydrologie

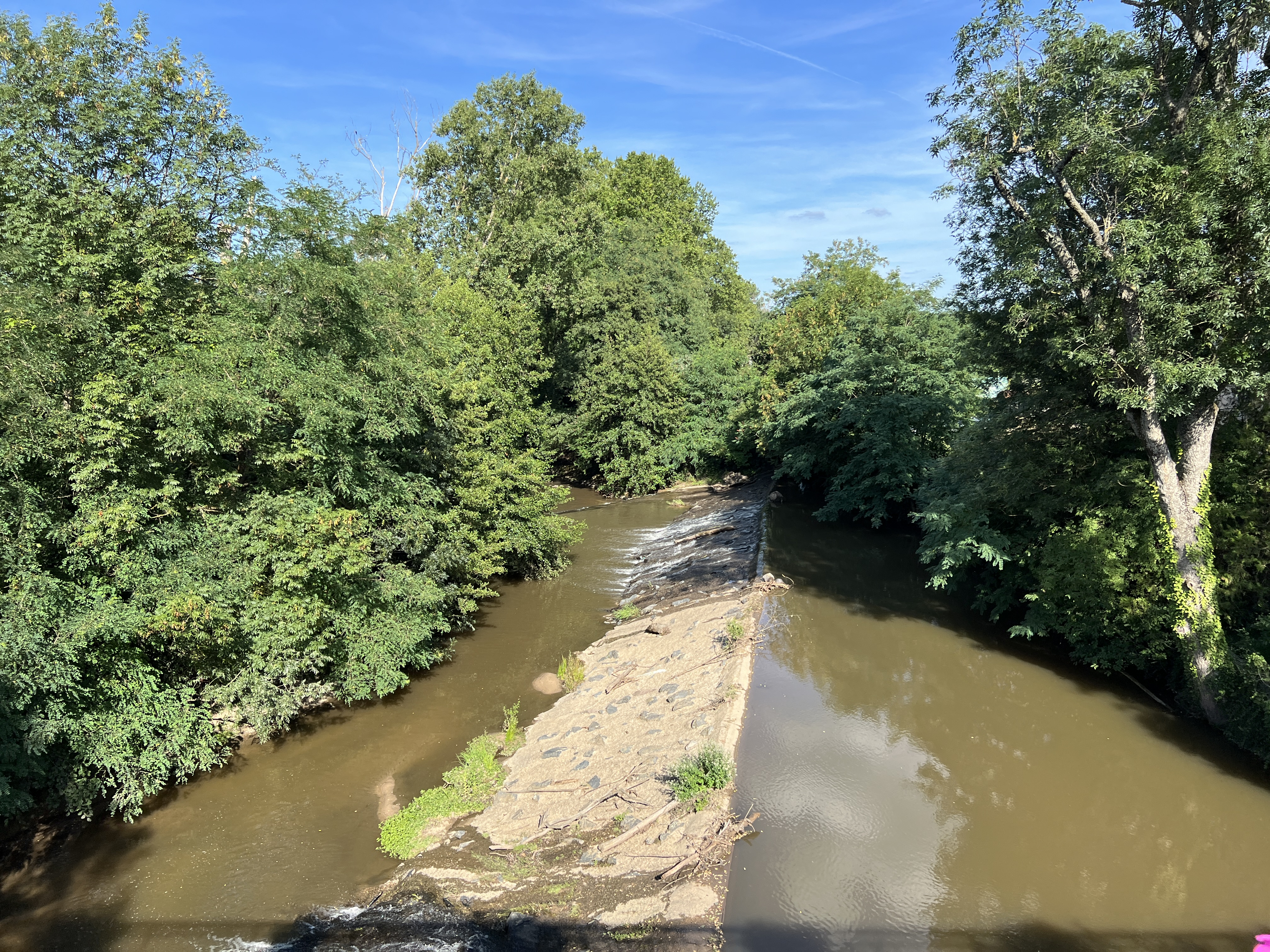
L'Ardière à Saint-Jean-d'Ardières.

Son régime hydrologique est dit pluvial.

## Aménagements et écologie
La zone du bassin versant de l'Ardière, est reconnue comme devant bénéficier d'une réduction des intrants polluants : phytosanitaires, effluents domestiques et collectivités moyennes, effluents viticoles. La Région Rhône-Alpes avait lancé un appel d'offres pour les années 2003-2006.

### Écologie
Le long de l'Ardière, on rencontre des espèces sensibles : l'oiseau le martin-pêcheur, un poisson la Bouvière, une moule d'eau douce l'Anodonte. On peut aussi voir trois espèces de libellules : des Gomphidae, l'Aeshna et l'Agrion de Mercure.
Au niveau de la flore, on retrouve le Séneçon des marais et le Butome en ombrelle ou Jonc fleuri.